# Shaver (Arthroskopie)

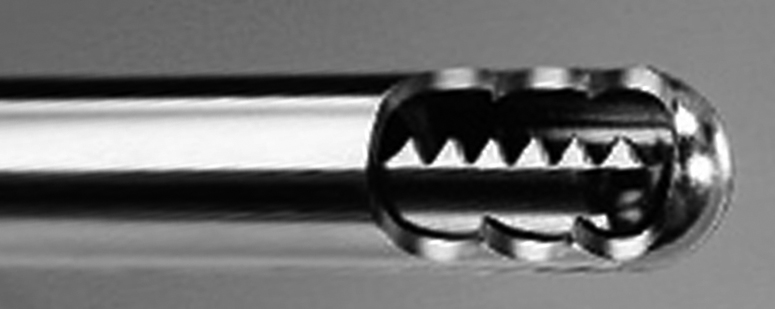
Shaver: Die rotierenden Messerklingen entfernen Gewebereste, die durch die Öffnung sogleich abgesaugt werden können

Der Shaver ist ein medizinisches Instrument zum Abtragen von feinem Weichgewebe oder Knorpel. Er wird hauptsächlich in der Arthroskopie verwendet.
Ein Shaver besteht im Wesentlichen aus einem Edelstahlrohr, das am Ende ein Fenster aufweist. In diesem Fenster ist ein bewegliches Messer angebracht. Ein durch Pedal oder Fingertaster betätigter Elektromotor im Griff lässt das Messer links oder rechts herum rotieren. Möglich ist auch eine pendelnde Bewegung. 
Die meisten Chirurgen verwenden den Pendelantrieb. Die einfache Rotation ist sinnvoll, wenn auf die Kamera zugearbeitet wird (im Sinne einer Fräse); allerdings bleibt dabei oft das Gewebsgerüst zurück, welches in einem zweiten Arbeitsgang abgetragen werden muss.
Die abgetragenen Späne und Gewebsreste werden durch den Innenkanal abgesaugt. Arbeitspausen zum Spülen des Gelenks sind daher nicht notwendig.
Shaver müssen immer unter Sicht verwendet werden, da sie sich sonst zügig durch intakten Knorpel arbeiten oder ein Kreuzband verletzen können.
Shaver werden häufig zum Abtragen von Synovialzotten verwendet, da durch den Sog die Zotten in das Rohr gesaugt werden und dann glatt abgeschnitten werden können.
Sie eignen sich auch sehr gut zum „Aufräumen“, um bei Synovialhyperplasie Übersichtlichkeit zu schaffen und somit sicheres Arbeiten an delikaten Stellen erst möglich zu machen.